# Xã Sugar Creek, Quận Wayne, Ohio
Xã Sugar Creek (tiếng Anh: Sugar Creek Township) là một xã thuộc quận Wayne, tiểu bang Ohio, Hoa Kỳ. Năm 2010, dân số của xã này là 6.651 người.